# ایستگاه پارک هلند
ایستگاه پارک هلند
یک ایستگاه از خط مرکزی و از خطوط متروی لندن است که در نزدیکی پارک هلند قرار دارد و در ۳۰ ژوئیه ۱۹۰۰ افتتاح شده‌است.

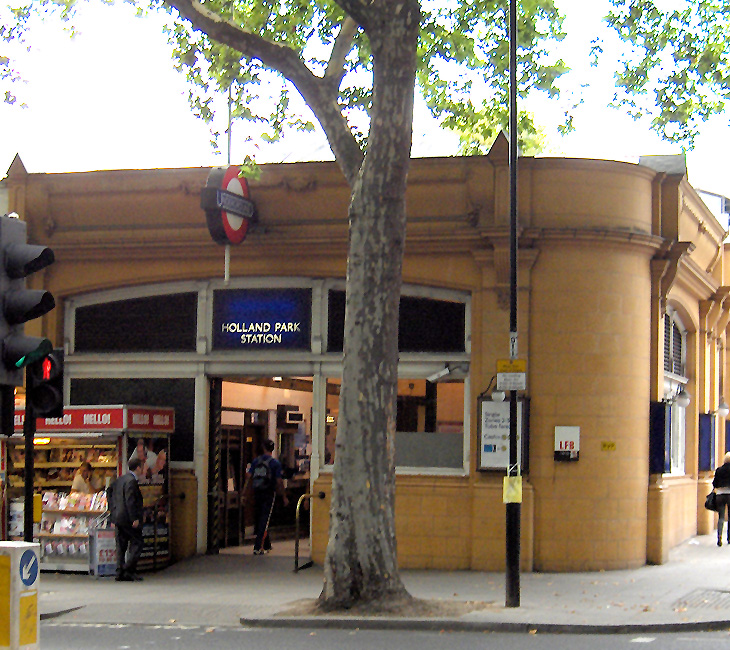

## نگارخانه

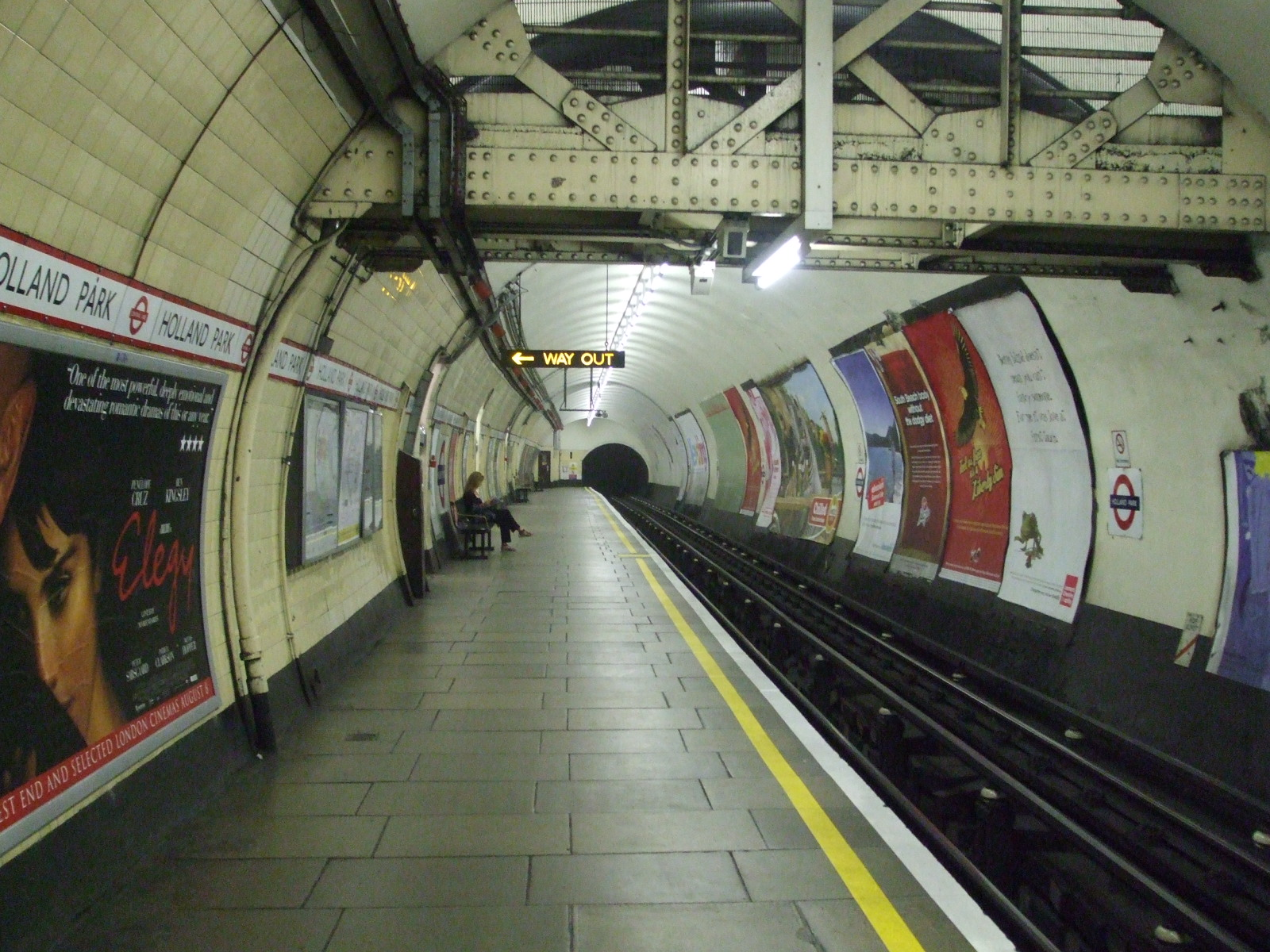
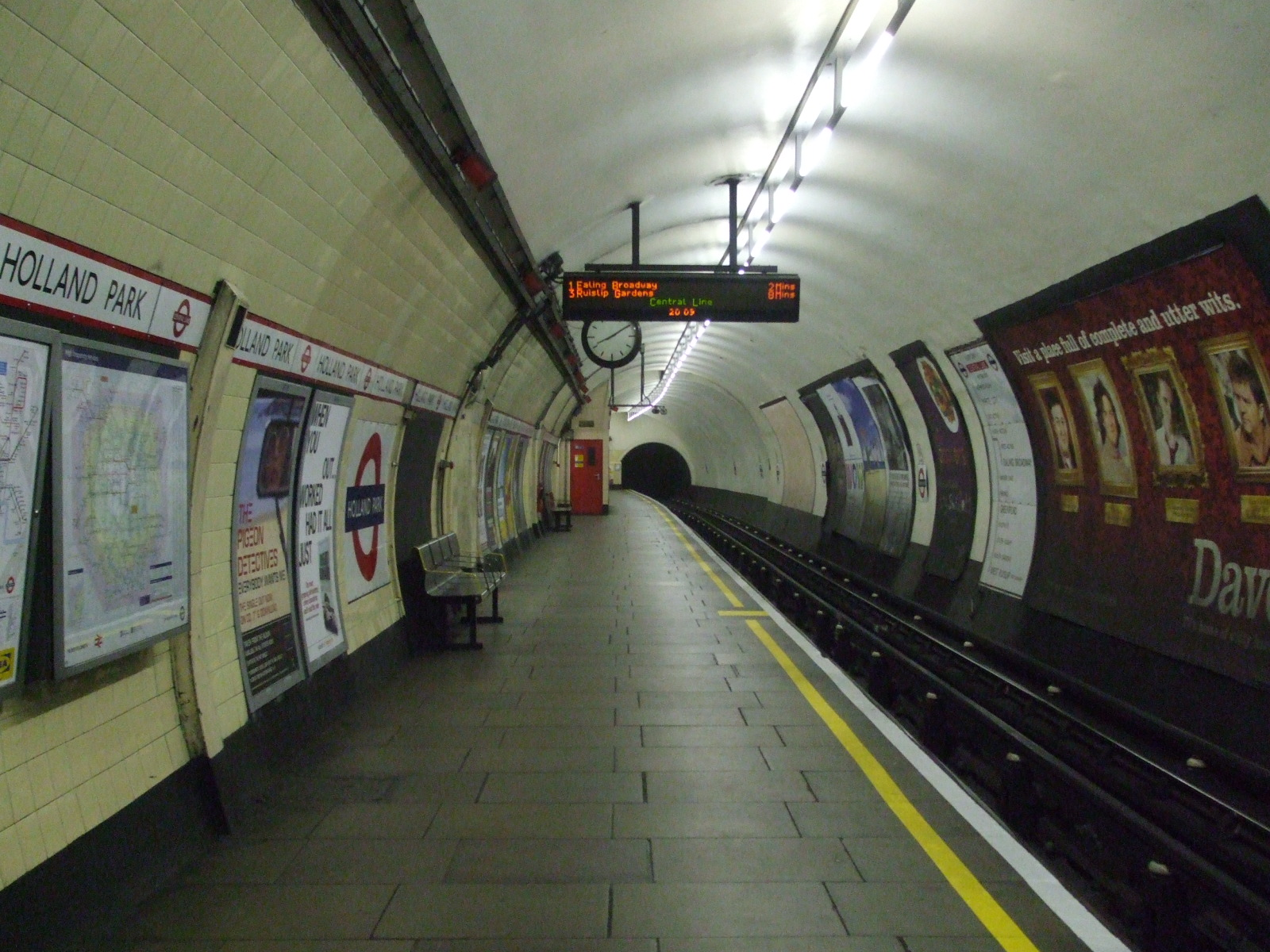
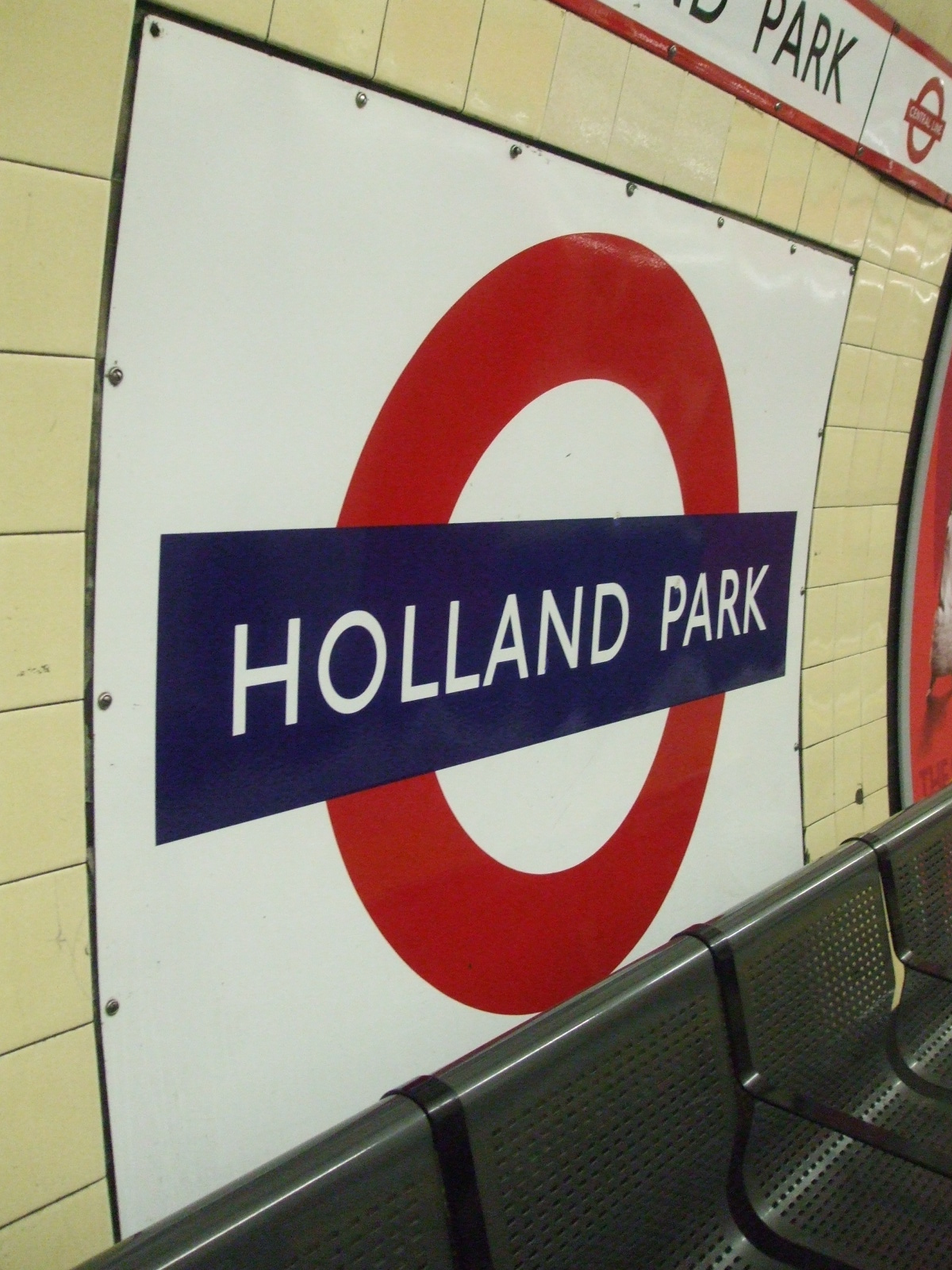